# Jean Pierre Barada
Pour les articles homonymes, voir Barada.
 (mai 2025).
Jean Pierre Barada, né le 19 mars 1789 à Auch (Gers) et décédé le 22 mars 1872 à Montégut (Gers), est un homme politique français.
Avocat, conseiller municipal à Auch, il est conseiller général et député du Gers de 1831 à 1848, siégeant dans la majorité soutenant les ministères de la Monarchie de Juillet. Il est conseiller-maître à la cour des comptes de 1840 à 1864.

## Distinctions
- Commandeur de la Légion d'honneur

## Sources
- « Jean Pierre Barada », dans Adolphe Robert et Gaston Cougny, Dictionnaire des parlementaires français, Edgar Bourloton, 1889-1891 [détail de l’édition]